# Walking Back
Walking Back è un film muto del 1928 diretto da Rupert Julian e, non accreditato, da Cecil B. DeMille. La sceneggiatura si basa su A Ride in the Country, un racconto di George Kibbe Turner pubblicato a puntate dal 6 all'8 agosto 1927 su Liberty.

## Trama
Smoke Thatcher, al quale il padre rifiuta la macchina, "prende in prestito" l'auto di un vicino di casa per portare a ballare la sua ragazza, Patsy. I due, però, hanno un incidente quando Smoke si mette a gareggiare con un rivale e l'auto si prende una bella botta. È talmente rovinata che i meccanici del garage dove Smoke porta il veicolo gli propongono di dargli un'altra auto se accetterà di fare l'autista per loro durante una rapina. Il garage, infatti, è il covo di una banda, e le automobili sono tutte rubate.
Il colpo ha come obiettivo la banca dove lavora il padre di Smoke. Durante la rapina, l'uomo rimane ferito e Smoke, impossibilitato a soccorrere il padre, parte con la macchina a tutto gas, guidando come un pazzo per la città, in una girandola infernale, fino ad arrivare a un posto di polizia dove scarica tutta la banda che viene così arrestata.

## Produzione
Il film fu prodotto da Cecil B. DeMille con la sua compagnia, la DeMille Pictures Corporation.

## Distribuzione
Il copyright del film, richiesto dalla Pathé Exchange, Inc., fu registrato il 7 maggio 1928 con il numero LP25225.
Distribuito dalla Pathé Exchange, il film uscì nelle sale cinematografiche statunitensi il 21 maggio 1928. Del film esistono ancora delle copie (positivi) in 35 mm e in 16 mm che si trovano negli archivi del BFI/National Film And Television Archive di Londra, dell'UCLA Film And Television Archive e del George Eastman House di Rochester.
Nell'agosto 2006, la pellicola è stata digitalizzata e distribuita in DVD dalla Grapevine con il sistema NTSC in una versione di 51 minuti, insieme a Flirty Four-Flushers, un cortometraggio di 20 minuti di Eddie Cline.